# ياسين كتاني
ياسين كتاني (ولد في باقة الغربية عام 1955) باحث في السرديّات المحكّمة.

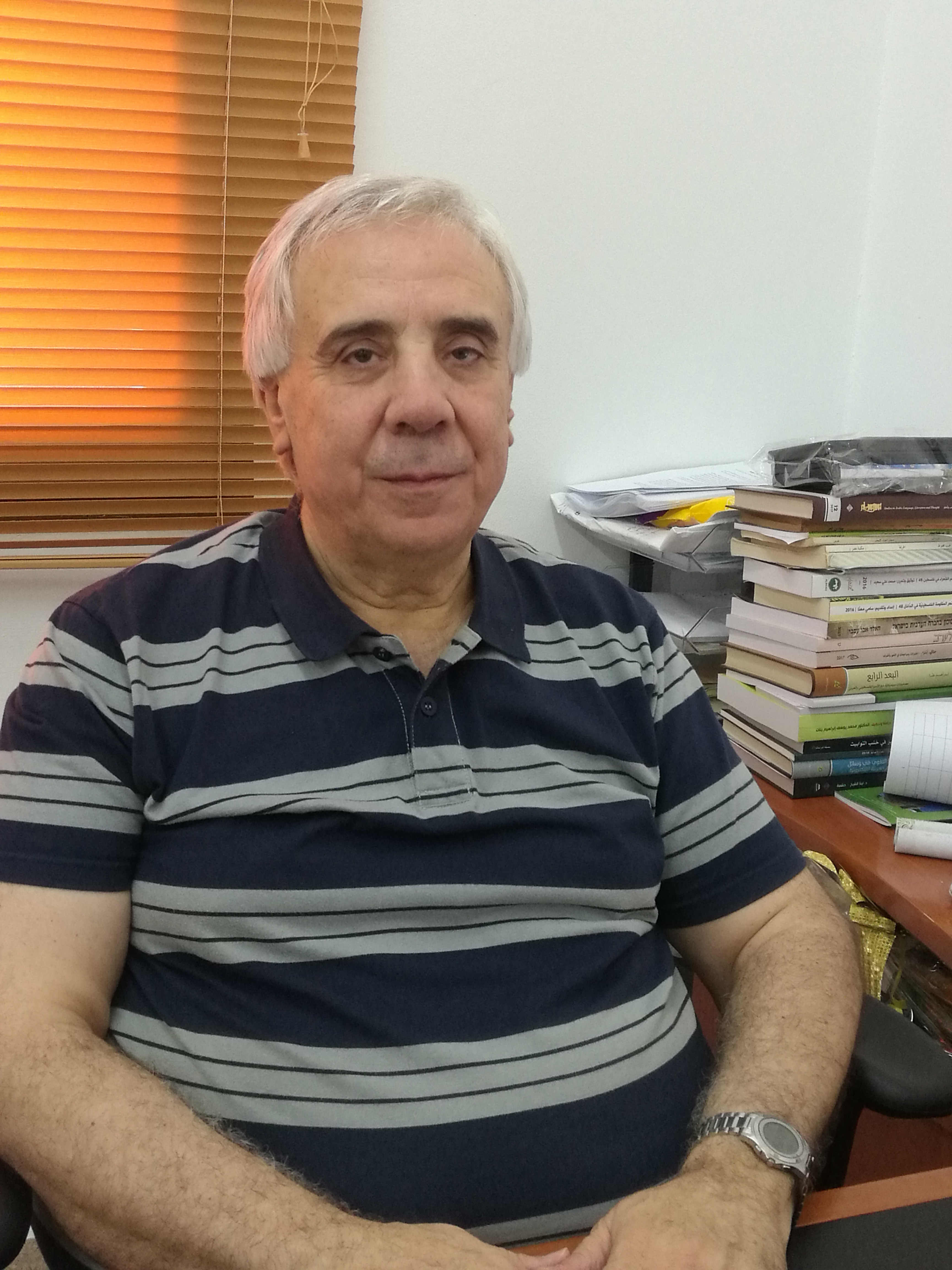
Prof. Yaseen Kittani

## سيرة ذاتية
ولد ياسين إبراهيم كتّاني في باقة الغربيّة عام 1955، وقد أنهى تعليمه الابتدائي والثانوي في مدارس المدينة، حيث كانت قرية صغيرة حينها، التحق بعدها للدّراسة بجامعة تل أبيب حيث أنهى فيها تعليمه الجامعي للألقاب الثلاثة متخصصا في الأدب العربي الحديث. وقد حصل على درجة البروفيسورة عام 2018 بعد نحو 30 عاما في المجال الأكاديمي. تقلّد كتاني مناصب عديدة منها رئيس المجلس الاكاديمي وآخرها العميد الاكاديميّ لأكاديمية القاسمي. كما قام بتأسيس مجمع القاسمي للّغة العربيّة عام 2008 وتقلّد منصب الرئيس فيه ولا يزال يرأسه حتى الآن. حرّر ياسين كتاني مجلّتي «جامعة» و «المجمع» المحكّمتين وما يزال يرأس تحرير مجلة «المجمع»؛  أسهم كتّاني خلال عقدين من الزمن بإسهامات غنية متعدّدة ترك فيها بصمات هامّة في مجالات البحث العلمي، التربوي والثقافي.

## البحث العلمي
تمحورت أبحاث ياسين كتاني في مجال القصّ الحداثي وما بعد الحداثي في العالم العربيّ: فقد تناولت دراسة الدكتوراة (عام 2001) إنتاج رائد الحداثة في الرواية العربيّة الكاتب المصري إدوار الخرّاط، وكانت أوّل رسالة تكتب بهذه الإحاطة عن نتاج هذا الأديب الذي ألهم عشرات الكتّاب الحداثيّين في العالم العربي مبدعًا وناقدًا. وقد واصل ياسين كتّاني بحث تيّار الحداثة لدى روائيّين عديدين من مختلف الدّول العربيّة، أمثال الكاتب السوري زكريّا تامر، واللبنانيّين الثلاثة: إلياس خوري، إملي نصر الله وهدى بركات، والكتّاب الفلسطينيين إبراهيم نصر الله وليلى الأطرش وسحر خليفة، والليبيّ إبراهيم الكوني. وقد تركّزت أبحاث كتّاني في عناصر الكتابة التجديديّة والتشكيل الفني لدى هؤلاء الحداثيّين وارتباط التجديد لديهم من جهة أولى بما طرأ في الغرب من تغيّر على مفهوم الأدب ووظيفته وما طرأ على مفهوم الواقعية، وارتباط تلك التجديدات من جهة ثانية بمتغيّرات الواقع العربي على المستوى السياسي والاجتماعي والاقتصادي. لقد أفضت دراساته إلى نتائج تفيد بأن التقنيّات والتجديدات لم تكن مجرّد ولع بالترميز والغموض واستيراد تقنيّات القصّة الحداثيّة الغربيّة، بل ارتبطت ارتباطًا وثيقًا بالواقع العربيّ المملول وغير الإنسانيّ: افتقاد العدالة والديموقراطيّة، وانتشار الفقر والسأم والإحباط؛ لذلك أحجمت الرواية عن تمثيل الواقع لأنّه لا يستحقّ التمثيل فبات هدمُ العناصر التقليديّة المألوفة في القّصّ مبرّرًا، هدم سلطة النصّ ونصّ السلطة بمختلف أشكالها وتجلّياتها. وليُشيّد على تلك الأنقاض بناء جديد يقوم على تجربة جماليّة حداثيّة تتخطّى المعيش والأرضي إلى أفق الفانتازيا والّلامعقول.

## التحرير والتأليف

### التحرير
حرر كتاني العديد من المصادر العلمية

### مجلة «جامعة» (1997-2008)[14]
يعتبر ياسين كتاني أحدد مؤسسي مجلة «جامعة»، وقد رئس تحريرها حتى عام 2008، وهي مجلة أكاديمية القاسمي السنوية، صدر عنها حتى عام 2008 اثنا عشر مجلّدًا. ساهم معه في تحريرها مجموعة من كبار الأكاديميين في أكاديمية القاسمي، وقد عنيت المجلة في الفترة المذكورة بمجالات اللغة العربية وآدابها والعلوم التربوية والعلوم الدينية والشرعية.

### مجلة «المجمع» (2009-)[16]
بادر كتّاني إلى تأسيس مجلّة «المجمع» ورئاسة تحريرها منذ عام 2009، وهي مجلّة أكاديميّة محكّمة متخصّصة، تصدر في أكاديمية القاسمي باللغتين العربيّة والإنجليزيّة في قسمين منفصلين، صدر منها إلى الآن اثنا عشر مجلّدًا. تتضمن هيئة التحرير والهيئة الاستشاريّة كبار الباحثين وعلماء اللغة العربية وآدابها في البلاد، وتستجيب للمعايير العالميّة في التحكيم والدقّة والأمانة العلميّة. تصل المجلة إلى جمهور واسع من الأكاديميّين المتخصّصين بالإضافة إلى المكتبات الجامعية والكليّات، كما تصل إلكترونيًّا إلى 20 مكتبة جامعية في العالم العربي.

### "موسوعة دراسات وأبحاث في الأدب الفلسطينيّ[17]"
عمل كتّاني على تنفيذ مشروع «موسوعة دراسات وأبحاث في الأدب الفلسطيني» عام 2011 . وهي مشروع علمي محكّم استغرق العمل فيه ثلاث سنوات. وقد نالت الأكاديميّة عن هذه الموسوعة منحة مجزية من قبل جمعيّة «التعاون» بمبلغ قيمته 90 ألف دولار. تشتمل الموسوعة على أبحاث في الأدب الفلسطينيّ في ثمانية مجلّدات وتتضمّن أبحاثًا في نتاج كبار الشعراء وكتّاب القصّة والمسرح والمفكّرين والنقّاد في فلسطين 48 وفي الضفّة والقطاع والشتات خلال الستّين عامًا الأخيرة.

### "موسوعة القصائد المختارة من الشعر الفلسطينيّ[18]"
بادر كتّاني إلى هذا المشروع: «موسوعة القصائد المختارة من الشعر الفلسطينيّ الحديث» عام 2014 محرّرًا ومشاركًا في التأليف. صدر من هذه الموسوعة مجلّدان (740 صفحة)، أنجزه أربعة باحثين مختصّين في الشعر المعاصر، وتضمّ الموسوعة عددّا كبيرًا من القصائد المختارة التي كتبها الشعراء العرب الفلسطينيّون في إسرائيل منذ عام 1948 وحتى عام 2015، وقد تمّ تقسيم هذه السنوات إلى سبع مراحل، تعكس الأحداث اللّافتة التي وقعت خلال هذه المراحل، والقضايا الهامّة التي برزت فيها، والمواقف التي واكبت هذه الأحداث. كما تعكس الاتجاهات المضمونيّة والشكليّة التي تمثّل كلّ مرحلة.

### «قاموس المجمع في ألفاظ العربية المعاصرة والتراثية الشائعة»
حرّر ياسين كتاني، رئيس مجمع القاسمي للّغة العربيّة، هذا المشروع الكبير «قاموس المجمع في ألفاظ العربية المعاصرة والتراثية الشائعة» (2012-2009) بالتعاون مع ستّة باحثين على رأسهم الدكتور فهد أبو خضرة. يقع القاموس في 1350 صفحة، ويضمّ الكلمات العربيّة المعاصرة الواردة في نصوص متنوّعة كتبت داخل هذه البلاد أو خارجها: الجرائد اليوميّة والأسبوعيّة، المجلات الثقافيّة، موادّ التدريس المقرّرة في المواضيع المختلفة لجميع الصفوف، موادّ التدريس المستعملة في الكليّات والجامعات في موضوع اللغة العربيّة، الحضارة الإسلاميّة، كتب النقد والبحث الأدبي بالإضافة إلى كتب الإبداع من شعر وقصّة ورواية ومسرحيّة. وإلى جانب عدد كبير من الكلمات التراثية التي وردت في نصوص تراثية ما زالت مستعملة حتى اليوم. وقد رُتّب المعجم بحسب صيغ الكلمات وليس بحسب أصلها بغية التسهيل، وقد شُرحت الكلمات شرحًا وافيًا، وقد جعلت موادّ المعجم وشروحه كلّها مشكولة شكلاً تامًّا.

### التأليف

#### الكتب
1. كتاني، ياسين (1996). المبنى واللغة في قصص زكريا تامر- دراسة أسلوبيّة. كفر قرع: دار الهدى.

1. كتاني، ياسين (2007). الحداثة وما بعدها في أدب إدوار الخراط، أكاديميّة القاسمي: مركز دراسات الادب العربي.

1. كتّاني، ياسين (2011). ستّة روائيّين حداثيّين. مجمع القاسمي للّغة العربيّة: أكاديميّة القاسمي.

1. كتاني، ياسين (2014). شعريّة الحداثة في الرواية العربيّة. عمّان: الرائد للنشر.

1. Kittani, Yaseen & Haibi, Fayyad (2015). Five decades of modernism in the contemporary Arab fiction. Sara Book Publication

#### المقالات
نماذج مختارة من عشرات المقالات التي نشرها بروفيسور ياسين كتاني في مجلات أكاديمية محكمة
- كتاني، ياسين (1988). استجابة الشكل للمضمون في قصص زكريا تامر. الكرمل - أبحاث في اللغة والأدب 9، 111-139
- كتاني، ياسين (2002). قص الحداثة: دراسة في التشكيل الفني لرواية الخراط ترابها زعفران. الكرمل - أبحاث في اللغة والأدب 21-22، 315-363.
- كتاني، ياسين (2006). أساليب «الوصف الخلاق» في القصة الحداثية: «اختناقات» الخراط نموذجا. مجلة جامعة 10، 265-274
- كتاني، ياسين (2009). الكتابة تعادل البقاء: التشكيل الفني في رواية إبراهيم نصر الله «أعراس آمنة». مجلة المجمع 1، 171-183.
- كتاني، ياسين (2011). الرواسي تصير هباءً: المفارقة والتضاد في صميم «مرافئ الوهم» لليلى الأطرش. مجلة المجمع 5، 239-256.
- كتاني، ياسين (2012). الترانسيندنتالي يتسلق على أكتاف الواقع: تعدد اللغات وتناوبها في رواية سحر خليفة. مجلة جامعة 12، 180-188.
- Kittani, Yaseen (2013). Thematics Structure in the Novel Rama and The Dragon by Al-kharrat. Journal of Oriental and Africat Studies 22, 111-126
- Kittani, Yaseen (2013). Edward Al-Kharrat, a Pioneer of Innovative Narrative Prose Writing: Beginnings. Arabs Studies Quarterly  35(4), 379-393
- Kittani, Yaseen (2013). Employing Irony in the Modern Palestinian Novel: Ibrahim Nasrallah As An Example. International Journal of Arts and Sciences 6(3), 491-499.
- Kittani, Yaseen (2013). When the Theory Travels [offprint] : Modernity in the Arab Thought. Indian Journal of Applied Research, 5(6), 209-320